# ویرو بیچ ساوت (فلوریدا)
ویرو بیچ ساوت (به انگلیسی: Vero Beach South) یک منطقهٔ مسکونی در ایالات متحده آمریکا است که در ورو بیچ، فلوریدا واقع شده‌است. ویرو بیچ ساوت ۲۸٫۳ کیلومتر مربع مساحت و ۲۳٬۰۹۲ نفر جمعیت دارد.